# ドラッグストア・ガール
『ドラッグストア・ガール』（DRUGSTORE GIRL）は、日本の映画作品。2004年2月7日公開。
それまで多くの映画作品で活躍した女優・田中麗奈が、本作でコメディに初挑戦した。

## あらすじ
薬科大に通う女学生・大林恵子はある日、同棲中の彼氏が二股をかけていたことを知り、怒り心頭に発し家を飛び出して電車に飛び乗る。車内で泣き疲れてうたた寝しつつ、気づくとそこは、見知らぬ郊外の街・摩狭尾（まさお）。何気なしに近日開店の大型ドラッグストア「ハッスルドラッグ」に立ち寄り、薬剤師の小松兄弟に経緯をぶちまけてすっきりした恵子は、成り行きでその店でバイトを始めることになる。
一方で周囲の小売店は、ハッスルドラッグに客を奪われるのでは……と不安に怯えていた。薬屋、パン屋、酒屋の主人、寺の僧侶、ホームレスの5人が結託し、ハッスルドラッグ開店日に営業妨害を仕掛けることを計画。だがパン屋の沼田が恵子に一目惚れしてしまい、計画は頓挫。それどころかオヤジたちが揃いも揃って恵子に惚れ、あっという間にストアの常連客となる。
やがて恵子が大学のラクロス部に所属していることを知った彼らは、恵子に近づきたい一心で、ルールも知らぬまま、あり合わせの道具で見様見真似でラクロスの練習を始める。彼らの噂を聞きつけた恵子は、素人同然の彼らを見るに見かね、自らコーチを買って出る。オヤジたちは憧れの恵子と一緒にプレイできるのを大喜びするが、それも束の間。外見とは裏腹に体育会系丸出しの性格の恵子のコーチは、オヤジたちには過酷なスパルタだった。それでも彼らは、街に自生する竹でクロス（ラクロス用の道具）を自作し、ここに「まさおバンブーボーイズ」が誕生した! やがてクロスは街の人気商品として、スポーツと地場産業のコラボレーションとしてTVでも取り上げられるほどの話題となってゆく……。

## キャスト
- 大林恵子：田中麗奈
- 鍋島浩次：柄本明
- 沼田（パン屋）：三宅裕司
- 山田（酒屋）：伊武雅刀
- 済念（僧侶）：六平直政
- ジェロニモ：徳井優
- 鍋島信次：荒川良々
- 鍋島夫人：藤田弓子
- 山田夫人：根岸季衣
- 小松（兄）：篠井英介
- 小松（弟）：山咲トオル
- 漫画家：蛭子能収
- 向井秀子：余貴美子
- 竹之内：杉浦直樹
- ハッスルドラッグ社長：三田佳子
- ハッスルドラッグ社員：坂元健児
- ハッスルドラッグ社員：内藤正記
- 角替和枝、生島ヒロシ、優木まおみ、津山登志子、灰地順、横山あきお、神戸浩、津久井啓太、加島潤、今福将雄、永澤俊矢、森宮隆、田中千絵、斉藤ゆり、関泰章、北山雅康、谷津勲、松井範雄、町田政則 ほか

## スタッフ
- 脚本：宮藤官九郎
- 監督：本木克英
- プロデューサー：高橋康夫、矢島孝、福山亮一
- 撮影：花田三史
- 美術：太田喜久男
- 音楽：周防義和
- 照明：松岡泰彦
- 録音：岸田和美
- 編集：川瀬功
- 助監督：伊藤匡史
- 技斗：辻井啓伺
- 製作担当：相場貴和
- デジタルシネマスーパーバイズ：ソニーPCL
- 現像：東京現像所
- 協賛：日本チェーンドラッグストア協会
- 製作者：小林栄太朗、気賀純夫
- 企画：遠谷信幸、真塩嗣、加藤正明、中川滋久
- 製作委員会メンバー：テンカラット、電通、衛星劇場
- 配給：松竹

## 主題歌
- オープニングテーマ
  - 「DRUGSTORE GIRL」歌：中嶋朋子[注 1]（その後tomo the tomoに改名）
  - 　作詞：中嶋朋子　作曲編曲：周防義和
- エンディングテーマ
  - 「ラジオ・スターの悲劇」唄：バグルズ